# Marcel Verdier
Pour les articles homonymes, voir Verdier.
 (août 2016).
Marcel Antoine Verdier, né le 20 mai 1817 à Paris, ville où il est mort le 15 août 1856,, est un peintre français.

## Biographie

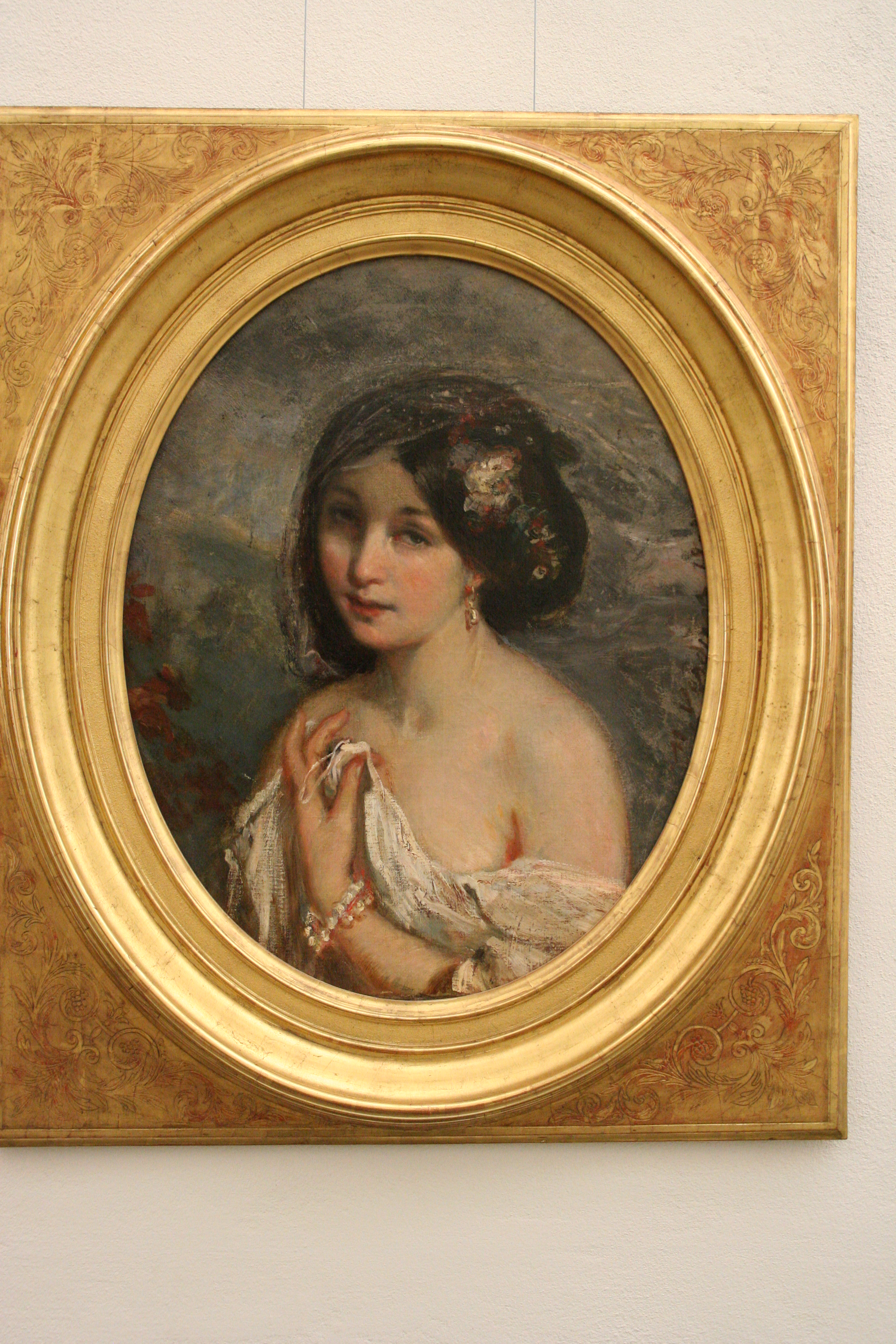
Portrait présumé de la maitresse d’Alfred Bruyas (1850), Montpellier, musée Fabre.

Après avoir commencé, en 1831, ses études dans l’atelier d’Ingres, dont il devint un des meilleurs élèves, Marcel Antoine Verdier suivit les cours de l’École des beaux-arts. Il fut un des hôtes de l'atelier La Chidebert au no 9 rue Childebert à Paris. Il débuta par des portraits au Salon de 1831, et se livra ensuite à la peinture d’histoire et aux sujets religieux. Son premier tableau d'histoire fut un Caïn méditant son crime (1837) qui lui valut, en 1859, une médaille d’or et l’acquisition de sa toile pour le musée du Luxembourg à Paris. Il semblait alors vouloir se consacrer exclusivement à la grande peinture, commençant une série de travaux dont le premier fut d’abord Saint Philippe baptisant l’eunuque de la reine Candace, acheté en 1844 par la direction des Beaux-arts pour l’église Saint-Christophe de Créteil, le Saint Savin, commandé en 1846 par la même administration, pour l’église de Saint-Savin, Sainte Madeleine repentante, La Mort d’Archimède, L’Arrestation de saint Laurent, vastes toiles d’une tournure magistrale. Son Saint Laurent mené au supplice a figuré à l’Exposition universelle de 1851.
Après la peinture d’histoire, Verdier chercha cependant, à partir de 1846, d’autres inspirations et aborda avec succès la peinture de genre en envoyant deux tableaux au Salon de 1852, Le Découragement de l’artiste et Le Départ du conscrit. Ces deux nouvelles productions, si différentes des autres, furent bien reçues, et le futur Napoléon III acheta l’une d’elles. Il peignit aussi La Devineresse (1848), La Vieille et les deux Servantes, Les Femmes et le Secret, L’Homme entre deux âges et ses deux Maitresses, Mazet de Lamporecchio, La Laitière et le pot au lait, sur des sujets tirés de La Fontaine.
Sans s’arrêter à l’histoire et au genre, Verdier se mit à peindre des portraits, réalisant notamment celui du rédacteur du Siècle, Émile de La Bédollière, mais il ne s’en tint pas aux contemporains et fit une copie du portrait du prince de Wagram, de Gérard, qui fut déposé au musée de Versailles. Après ce travail, il peignit l’acteur Bressant et laissa un nombre considérable de portraits, entre autres ceux de Jules Renoult, Léon Gozlan, Adolphe Bitard, de la fille du comte Walewski, des enfants de Lefèvre-Deumier, de La Bédollière, Ferdinand Flocon, de Mme de Lucenay, de Mlles Henchon, Garrique, etc.
De Verdier, on citera encore La Balançoire, tableau de genre, Mademoiselle de Sombreuil, une composition dramatique (Bagnères-de-Bigorre, musée Salies), une Bouquetière, Les Jeunes Savoyards, La Napolitaine, Saint Laurent montrant les trésors de l’Église, Les Jeunes Savoyardes, Le Jardinier Maset, inspiré de Boccace, Une Mère après les journées de juin 1848, de nombreux portraits, plusieurs sujets de genre au pastel et, à l’Exposition universelle de 1855, de nouveaux portraits.
Après le coup d’État du 2 décembre 1851, le gouvernement lui commanda La Jacquerie moderne, un tableau de dimension monumentale qui fut mal accueilli du public à l’Exposition universelle de 1855. On dit que le chagrin qu’il en éprouva a contribué à sa mort survenue en 1856. Il avait commencé une toile de trente pieds de long représentant un Laboureur conduisant sa charrue, destinée à la glorification du travail rustique. Il a laissé inachevés dans son atelier plusieurs portraits, une Noce de village sous Louis XV, et divers autres tableaux de genre.

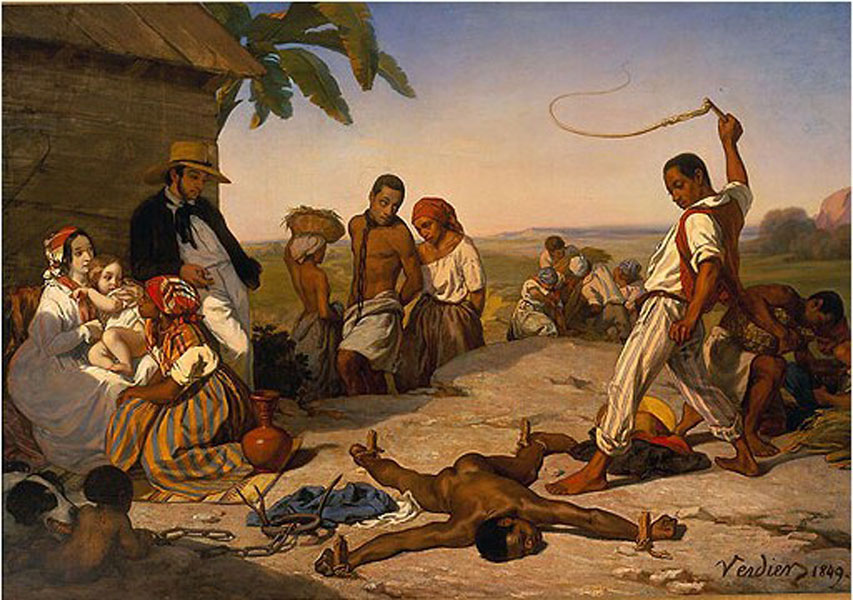
Le châtiment des quatre piquets (1843), scène de sévices corporels infligés à des esclaves dans les colonies. Il fut refusé par le jury du Salon du Louvre de 1843.

Marcel Antoine Verdier avait obtenu une 3e médaille en 1837 (peinture d'histoire), et une 2e en 1848. Son tableau le plus célèbre reste Le Châtiment des quatre piquets de 1849 (Houston, Menil Collection), qui dénonce vigoureusement l’esclavage.
Verdier exposa à la Société des amis des arts de Bordeaux de 1851 à 1855.

### Sources
- L’Art du XIXe siècle, Paris, 1856-1860, p. 119-20.